# Nicolás Darío Ortíz
Nicolás Darío Ortiz (Guaymallén, Mendoza, Argentina; 4 de marzo de 1995) es un futbolista argentino. Juega como defensa central y su equipo actual es Club Atlético Alvarado de la Primera Nacional de Argentina.

## Trayectoria
Ortiz comenzó con Gimnasia y Esgrima de la Primera División de Argentina. En enero de 2016, Ortiz fue prestado al equipo de la Primera B Nacional, el Club Sportivo Estudiantes. Hizo su debut profesional el 3 de abril en una victoria contra Atlético Paraná, comenzando como suplente en el empate 1–1. Apareció siete veces más en el 2016, antes de jugar cuatro veces seguidas en la campaña de lanzamiento de la temporada 2016-17. Regresó a Gimnasia y Esgrima en enero de 2017 y apareció en el banquillo del primer equipo del club el 27 de mayo contra Colón pero no jugó dicho partido. En mayo de 2018, Ortiz anotó su primer gol en su debut contra Newell's Old Boys; el padre de Darío fue el director técnico interino del equipo en ese momento.
El 20 de junio, Quilmes de Primera B Nacional prestó a Ortiz; habiendo renovado su contrato con Gimnasia y Esgrima hasta 2020. Nueve apariciones le siguieron en Quilmes antes de que volviera a su club matriz.
En enero de 2019, Ortiz firmó con Olmedo de Riobamba en Ecuador, siendo esta su primera experiencia internacional. Hizo su debut el 9 de febrero contra Liga Deportiva Universitaria en el Estadio Rodrigo Paz Delgado, el resultado final fue victoria para Liga por 3–2. Al igual que con Gimnasia y Esgrima, Ortiz anotó su primer gol para Olmedo en el primero que jugó con el ciclón, precisamente contra Liga, anotó el segundo gol a los 83 minutos. Marcó una vez más, frente a Independiente del Valle, en total disputó dieciocho juegos para el equipo ecuatoriano. 
También participó en algunos partidos de la Copa Ecuador 2018-19. En enero de 2020, Ortiz se mudó a Perú con UTC de Cajamarca. Luego de una gran temporada, logrando clasificar a la Copa Sudamericana 2021, logra renovar su vínculo por una temporada más.

## Vida personal
Nicolás Ortiz es hijo del exfutbolista profesional Darío Ortiz.

## Estadísticas

### Clubes
- Actualizado hasta el 6 de octubre de 2023.

| Estudiantes (SL) Argentina | 2.ª                 | 2016                | 8   | 0  | 1 | 0 | - | - | 9   | 0  | 0,00 |
| Estudiantes (SL) Argentina | 2.ª                 | 2016-17             | 4   | 0  | 0 | 0 | - | - | 4   | 0  | 0,00 |
| Estudiantes (SL) Argentina | Total club          | Total club          | 12  | 0  | 1 | 0 | - | - | 13  | 0  | 0,00 |
| Gimnasia y Esgrima (LP) Argentina | 1.ª                 | 2016-17             | 0   | 0  | 0 | 0 | - | - | 0   | 0  | 0,00 |
| Gimnasia y Esgrima (LP) Argentina | 1.ª                 | 2017-18             | 1   | 1  | 0 | 0 | - | - | 1   | 1  | 1,00 |
| Gimnasia y Esgrima (LP) Argentina | Total club          | Total club          | 1   | 1  | 0 | 0 | - | - | 1   | 1  | 1,00 |
| Quilmes Argentina | 2.ª                 | 2018-19             | 9   | 0  | - | - | - | - | 9   | 0  | 0,00 |
| Quilmes Argentina | Total club          | Total club          | 9   | 0  | - | - | - | - | 9   | 0  | 0,00 |
| Olmedo · Ecuador | 1.ª                 | 2019                | 18  | 2  | 1 | 0 | - | - | 19  | 2  | 0,10 |
| Olmedo · Ecuador | Total club          | Total club          | 18  | 2  | 1 | 0 | - | - | 19  | 2  | 0,10 |
| UTC · Perú | 1.ª                 | 2020                | 22  | 1  | - | - | - | - | 22  | 1  | 0,04 |
| UTC · Perú | 1.ª                 | 2021                | 25  | 1  | 3 | 0 | 2 | 0 | 30  | 1  | 0,03 |
| UTC · Perú | 1.ª                 | 2022                | 27  | 1  | - | - | - | - | 27  | 1  | 0,03 |
| UTC · Perú | Total club          | Total club          | 74  | 3  | 3 | 0 | 2 | 0 | 79  | 3  | 0,03 |
| Alvarado Argentina | 2.ª                 | 2023                | 28  | 4  | - | - | - | - | 28  | 4  | 0,14 |
| Alvarado Argentina | Total club          | Total club          | 28  | 4  | - | - | - | - | 28  | 4  | 0,14 |
| Total en su carrera | Total en su carrera | Total en su carrera | 142 | 10 | 5 | 0 | 2 | 0 | 149 | 10 | 0,06 |
| (1) Las copas nacionales se refiere a la Copa Argentina, la Copa Ecuador y a la Copa Bicentenario. (2) Las copas internacionales se refiere a la Copa Libertadores y a la Copa Sudamericana. (3) Media de goles por encuentro. No incluye goles en partidos amistosos. |                     |                     |     |    |   |   |   |   |     |    |      |